# Takashi Ishii
Takashi Ishii (石井隆?, Ishii Takashi; Sendai, 11 luglio 1946 – Tokyo, 22 maggio 2022) è stato un regista, sceneggiatore e fumettista giapponese, conosciuto principalmente per aver diretto molti film appartenenti al pinku eiga.

## Carriera
Dopo aver esordito come autore di manga erotici, Takashi Ishii debuttò nel 1978 come sceneggiatore per la Nikkatsu, scrivendo il film Angel Guts: High School Coed, tratto dal suo manga Angel Gust. 
Dopo aver scritto altri undici film, Ishii debuttò nella regia cinematografica nel 1988, dirigendo Angel Guts: Red Dizziness. Nel 1992 diresse il dramma Shinde mo ii, che vinse sette premi. Nel 1994 diresse l'horror Alone in the Night, mentre nel 1995 diresse Gonin, interpretato tra gli altri da Takeshi Kitano, e nel 1996 girò il sequel Gonin 2. Il suo ultimo film risale al 2007, e si intitola The Brutal Hopelessness of Love.

## Estetica e stile
La tematica principale nei film di Takashi Ishii è quella della vendetta, conseguenza di terribili violenze subìte come lo stupro, messa in scena senza alcuna ironia, mentre lo stile della regia di Ishii estremizza il realismo della messa in scena.

## Filmografia parziale

### Regista
- Angel Guts: Red Dizziness (Tenshi no harawata: Akai memai) (1988)
- Gekka no ran (1991)
- Shinde mo ii (1992)
- A Night in Nude (Nudo no yoru) (1993)
- Angel Guts 6 (Tenshi no harawata: Akai senkô) (1994)
- Alone in the Night (Tenshi no harawata: Yoru ga mata kuru) (1994)
- Gonin (1995)
- Gonin 2 (1996)
- Black Angel Vol. 1 (Kuro no tenshi Vol. 1) (1997)
- Black Angel Vol. 2 (Kuro no tenshi Vol. 2) (1999)
- Freeze Me (2000)
- Flower and Snake (Hana to hebi) (2004)
- Hana to hebi 2: Pari/Shizuko: Kimbakuyûgi (cortometraggio) (2005)
- Flower & Snake II (Hana to hebi 2: Pari/Shizuko) (2005)
- The Brutal Hopelessness of Love (Hito ga hito o ai suru koto no dôshiyô mo nasa) (2007)
- A Night in Nude: Salvation (2010)
- Hello, My Dolly Girlfriend (2013)
- Sweet Whip (2013)

### Scrittore
- Evil Dead Trap (Shiryô no wana), regia di Toshiharu Ikeda (1988)